# Jane Sutherland
Pour les articles homonymes, voir Sutherland.
Jane Sutherland (née le 26 décembre 1853 à New York et morte le 25 juillet 1928 à Melbourne) est une peintre australienne.
Jane Sutherland est née à New York de parents écossais. La famille a émigré à Sydney en 1864 avant de s'établir à Melbourne en 1870.